# 啟動原始碼
《危機解密》（英語：Source Code）是一部2011年的美國科幻驚悚片，是鄧肯·瓊斯執導的第二部作品。主要演員包括傑克·葛倫霍、薇拉·法蜜嘉和蜜雪兒·摩納漢。本片于2011年3月11日在西南偏南大会上首映，4月1日由顶峰娱乐在北美和欧洲发行。

## 劇情
寇特·史蒂文斯上尉本是美國陸軍UH-60黑鷹直昇機駕駛員，某一日他發現自己變成了一個高中歷史教師蕭恩，與蕭恩曖昧中的女伴克莉絲汀娜·華倫一同搭火車前往芝加哥，正當他感到丈八金剛摸不著頭緒的時候，火車爆炸了，他又回到一個軍事基地，接受柯琳·古德溫上尉的模擬測試，寇特被告知，他被五角大廈選中，進入了羅利奇博士發明的「原始碼系统」調查過去發生過的恐怖攻擊案件。
實際上的寇特，已經在阿富汗被敵軍擊落，身負重傷，並且瀕臨腦死，美軍對外宣稱他已經陣亡，並追贈勳章，實際上以儀器維持他的性命，並將他的意識放入「原始碼系统」，在系統的牽引下，寇特尚未停止的腦波進入系统，扮演著生命最後八分鐘的蕭恩，且必須在八分鐘內找到恐怖分子在車上放置的炸彈，揪出恐怖分子，以避免該名恐怖分子對芝加哥進行更大規模的恐怖攻擊。美豔的柯琳上尉是聯絡官，負責與寇特的通訊。歷經重復多次的調查行動，寇特完成了揪出恐怖分子德瑞克·佛斯特的任務，现实世界中的恐怖分子本人亦被成功逮捕。但最後寇特對執行這些任務感到厭倦了，他不想不斷重複體會死亡的過程（時間迴圈），只想要得到安息。但羅利奇博士見到寇特在系統任務中展現的睿智頭腦與敏捷的身手，於是想讓寇特繼續保持在植物人的狀態，以僅有的意識來偵辦其他的恐怖攻擊事件。寇特只好哀求柯琳關掉維生儀器，希望能夠讓他「最後一次登上火車」，然後「解除任務」，回歸永恆的寧靜，而柯琳重視人道，也冒著抗命被罰的風險，照辦了。
其實寇特是希望能夠有「完美結局」的，他想讓車上的每一個善良乘客都含笑而死，所以這次行動中他迅速逮捕了恐怖分子佛斯特，然後，他假裝軍中同袍的身分，打電話安慰自己忍受喪子之痛的父親唐納·史蒂文斯。他也用盡了皮夾中的一百多塊美元，要求車上的諧星麥斯進行講脫口秀的即興演出，麥斯的笑話把全車乘客逗得哄堂大笑。
當時間已過了七分鐘，他與克莉絲汀娜緊緊擁吻，想要在浪漫中劃下生命的句點，這時車廂內每個乘客都笑顏綻放，包括他與他的女伴，系統外的柯琳也依約關掉維生儀器。誰知如此作為，竟突破了系统設定，寇特進入了平行時空，以歷史老師蕭恩的身份繼續活在平行時空的世界裡，與克莉絲汀娜過著幸福的日子，寇特透過手機傳送簡訊給「在这个時空」(平行宇宙)的柯琳关于源代码计划的真相，并请求：「看到寇特·史蒂文斯上尉時，告訴他，一切都會好起來的。」

## 演員
- 傑克·葛倫霍 飾 寇特·史蒂文斯上尉（Captain Colter Stevens）：美國陸軍直升機飛行員，奉派參與源代码計畫，變身中學歷史老師蕭恩·芬翠斯（Sean Fentress， Frédérick De Grandpré飾）  。
- 蜜雪兒·摩納漢 飾 克莉絲汀娜·華倫（Christina Warren）：歷史老師蕭恩的曖昧中的女性友人，女主角之一。
- 薇拉·法蜜嘉 飾 柯琳·古德溫上尉（Captain Colleen Goodwin）：美國空軍上尉，寇特的联络官，女主角之一。
- 傑佛瑞·懷特 飾 羅利奇博士（Dr. Rutledge）：原始碼系统负责人。
- 羅素·彼得斯 飾 麥斯·丹諾夫（Max Denoff）：諧星，脫口秀藝人。
- 麥克·雅頓（英语：Michael Arden） 飾 德瑞克·佛斯特（Derek Frost）：思想偏激的愛國主義分子與恐怖份子，試圖以自製核子武器攻擊芝加哥。
- 史考特·巴庫拉（英语：Scott Bakula） 飾 唐納·史蒂文斯（Donald Stevens）：寇特·史蒂文斯的父親，僅在電話中配音演出。
- 凱斯·安凡 飾 哈茲米（Hazmi）：車上的乘客，一度被寇特誤會是恐怖分子。

## 评价
爛番茄新鮮度92%，基於244條評論，平均分為7.5/10，而在Metacritic上得到74分，IMDB上得7.5分，影片获得了媒体及观众的广泛好评。
中國網民表示，本片有著、的影子，代表性评价有：“这是和《全面啟動》的结合体”，“它的创意如此之有趣，以致让你无暇思考”，“一部高智商的科幻惊悚片，比起普通影片更加发人深省”，“直到最后的结局，心灵和情感的撞击一如烟火般迸发”。

## 票房
| 上一届： 《窃听风云2》 | 2011年中国内地一周票房冠军 第36周 | 下一届： 《美国队长》 |

## 外部連結
- 官方网站
- 互联网电影数据库（IMDb）上《啟動原始碼》的资料（英文）
- AllMovie上《啟動原始碼》的资料（英文）
- 爛番茄上《啟動原始碼》的資料（英文）
- Box Office Mojo上《啟動原始碼》的資料（英文）
- Metacritic上《啟動原始碼》的資料（英文）